# Tretlagerschaltung

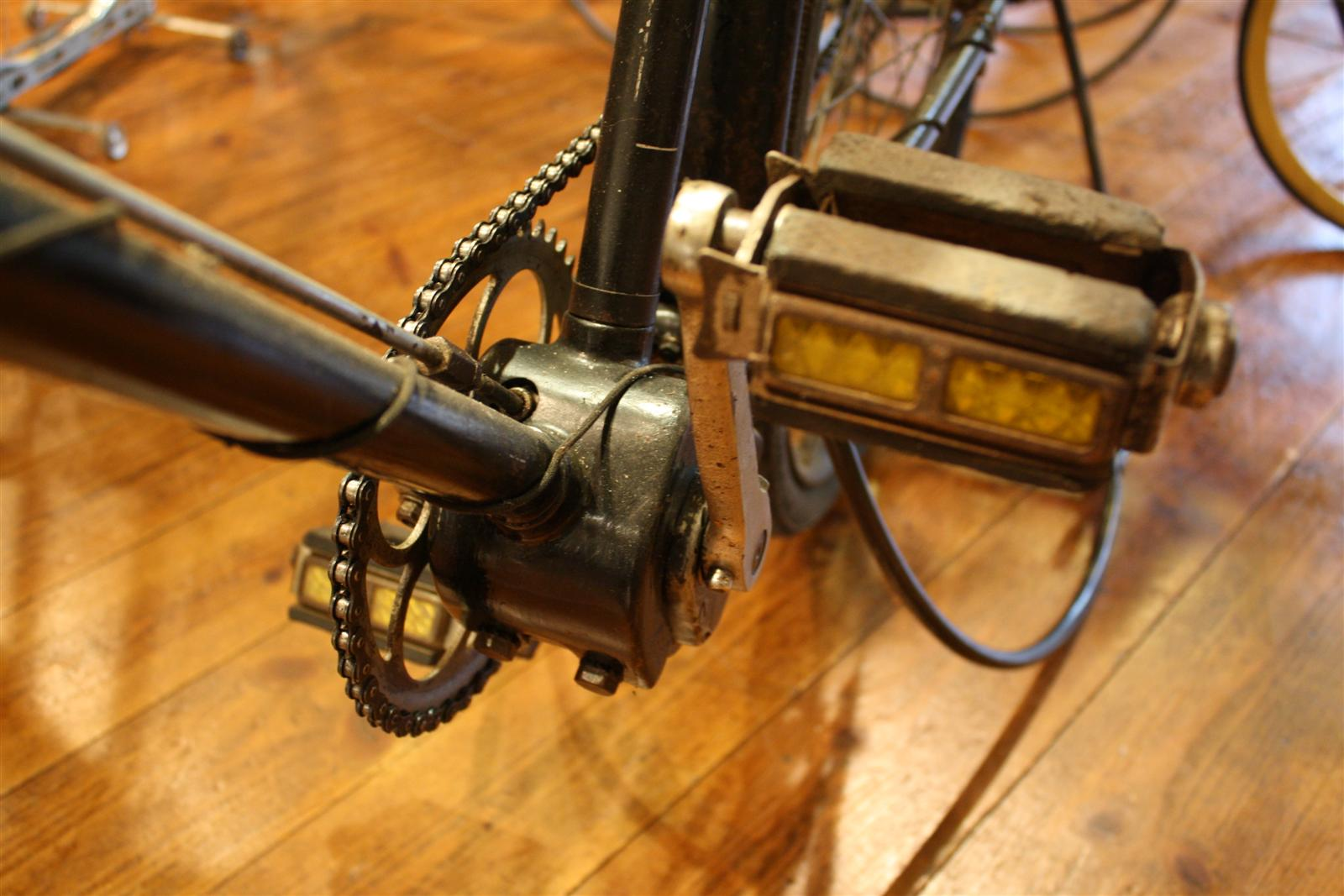
Historische Tretlagerschaltung Brennabor

Eine Tretlagerschaltung ist ein als Gangschaltung an Fahrrädern benutztes schaltbares Zahnradgetriebe. Das Getriebe ist zusammen mit der Tretkurbelachse im meist vergrößerten Tretlager-Gehäuse untergebracht. Es wird von der Tretkurbelachse angetrieben. Der Abtrieb erfolgt koaxial zur Tretkurbel auf das Kettenrad oder die Zahnriemenscheibe.

## Geschichte
Tretlagerschaltungen wurden ab den 1930er Jahren von den Firmen Bismarck und Wanderer (Zweigang), Adler (Dreigang), Rappa (Viergang) Mutaped (Dreigang) sowie BUEC (Boite Universelle d'equipements pour Cycles – Vilex-Fünfgang) hergestellt. Geschaltet wurde u. a. mit der Ferse an der Tretachse.
Tretlagerschaltungen waren in der zweiten Hälfte des 20. Jahrhunderts fast vollständig vom Markt verschwunden. Erst 1991 stellte die Schweizer Firma Schlumpf Innovations auf der Erfindermesse in Genf ein nachrüstbares Tretlagergetriebe mit zwei Gängen und Fersenschaltung vor. Daraus entstanden in den folgenden Jahren die Varianten „Mountain Drive“ (2,5:1 und 1:1), „Speed Drive“ (1:1 und 1:1,65) und „High Speed Drive“ (1:1 und 1:2,5). Inzwischen werden die Getriebe von der Firma Haberstock Mobility gefertigt und vertrieben.
Die Firma Pinion hat 2010 auf der Messe Eurobike die 18-Gang-Schaltung P1.18 vorgestellt. In Serienrädern wird diese Schaltung seit 2012 eingebaut. Auf der Eurobike 2014 wurden auch leichtere Getriebe mit 9 bzw. 12 Gängen vorgestellt. Anstatt dieser aufwändigen und teuren Lösungen gibt es Tretlagerschaltungen mit höchstens 5 Gängen, die mit einer weiteren Gangschaltung (Ketten- oder Nabenschaltung) kombiniert werden.
Gründe für den nur mäßigen kommerziellen Erfolg von Tretlagerschaltungen sind das hohe Gewicht der Schaltungs-Bauteile, das aus dem am Tretlager auftretenden großen Drehmoment resultiert, sowie die nicht-standardisierte Bauform des Tretlagergehäuses, das Sonderformen des Fahrradrahmens erfordert (Hammerschmidt-Getriebekurbel, Schlumpf Drive und Kappstein Doppio lassen sich an einem Standardrahmen montieren).

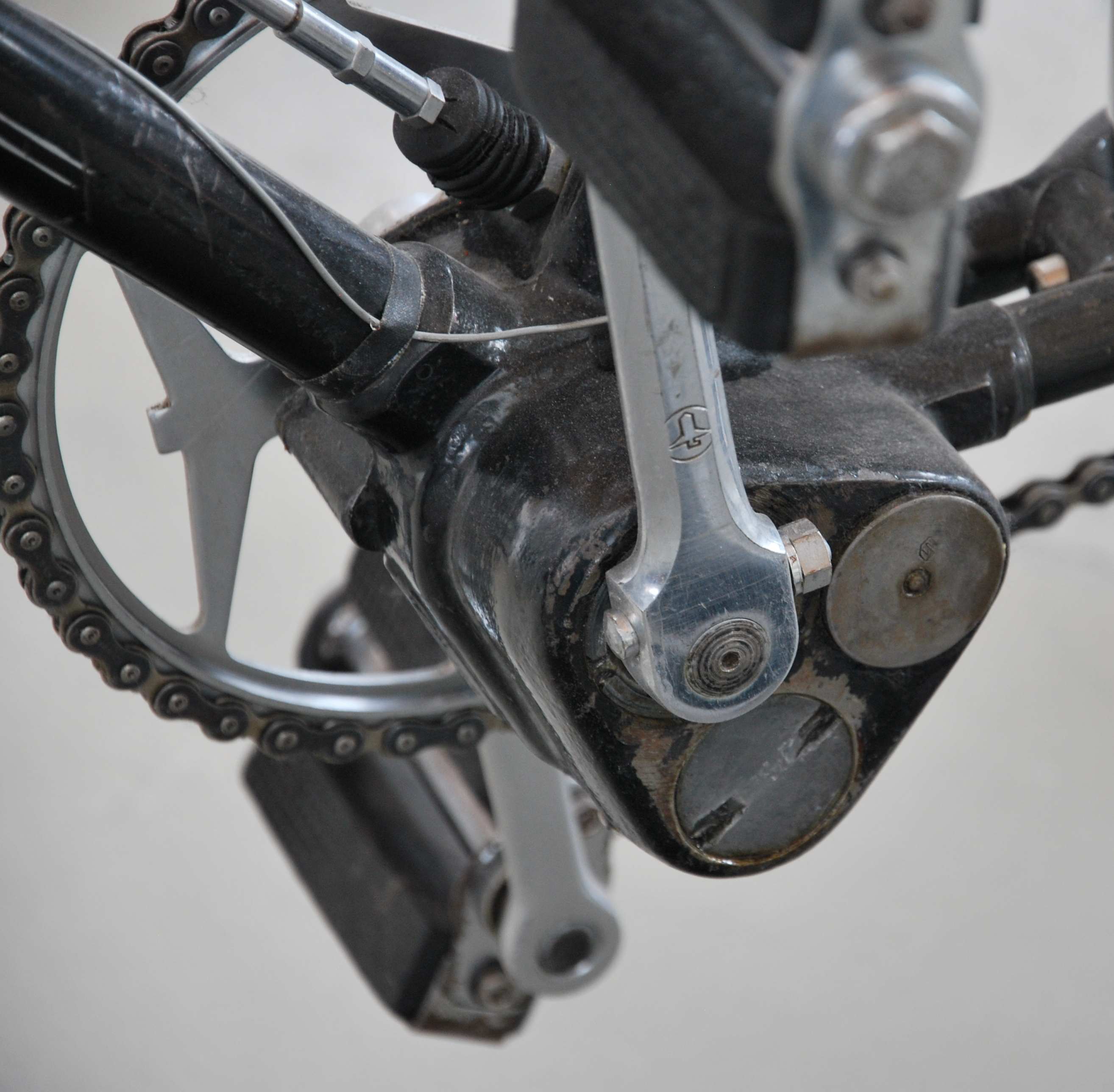
Tretlagerschaltung mit 3 Gängen der Firma Adler von 1936
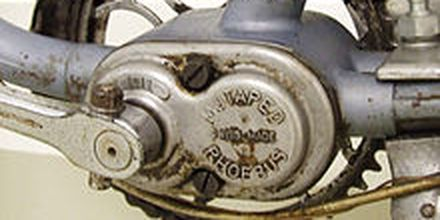
Historische Tretlagerschaltung Mutaped
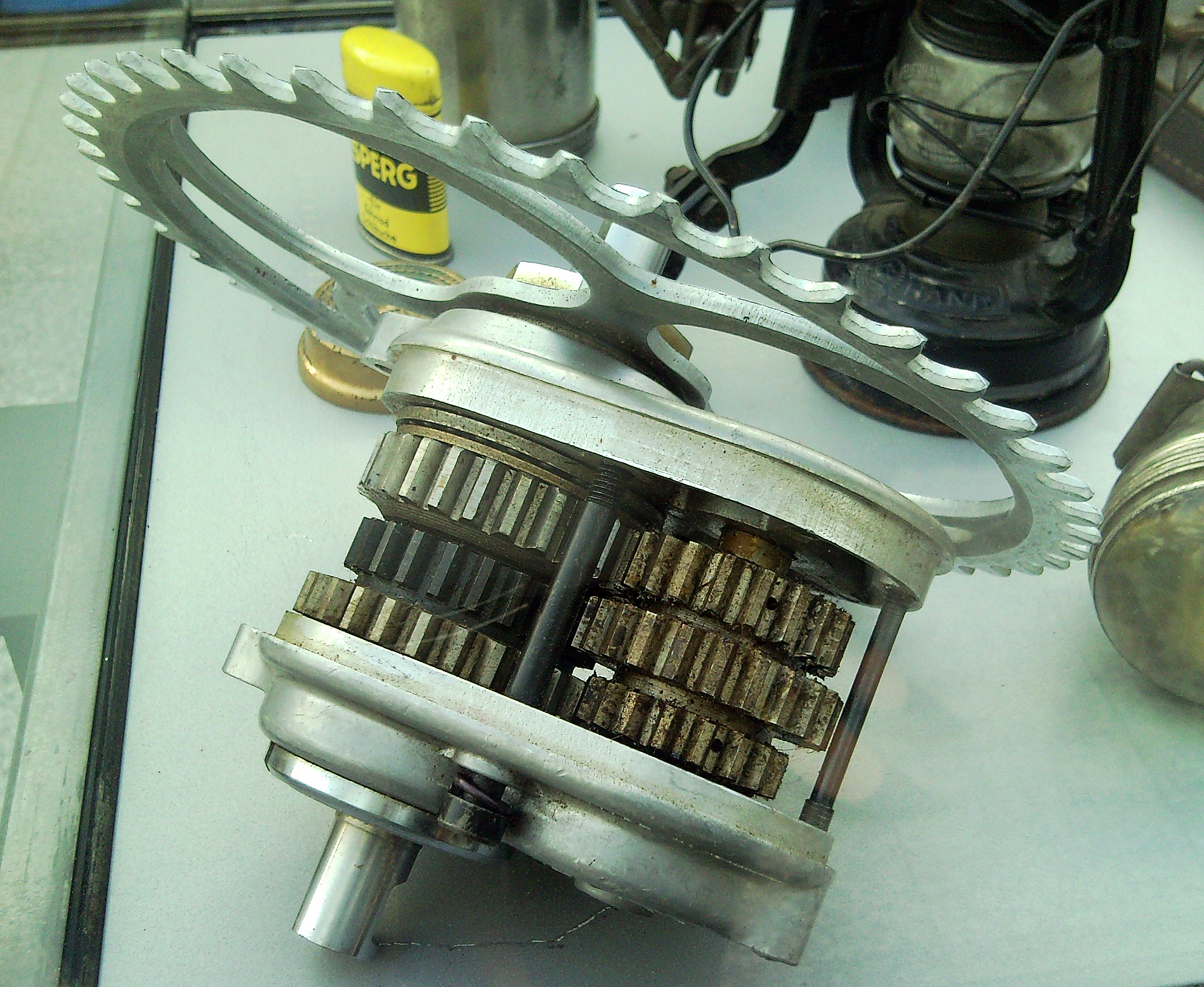
Mutaped ausgebaut
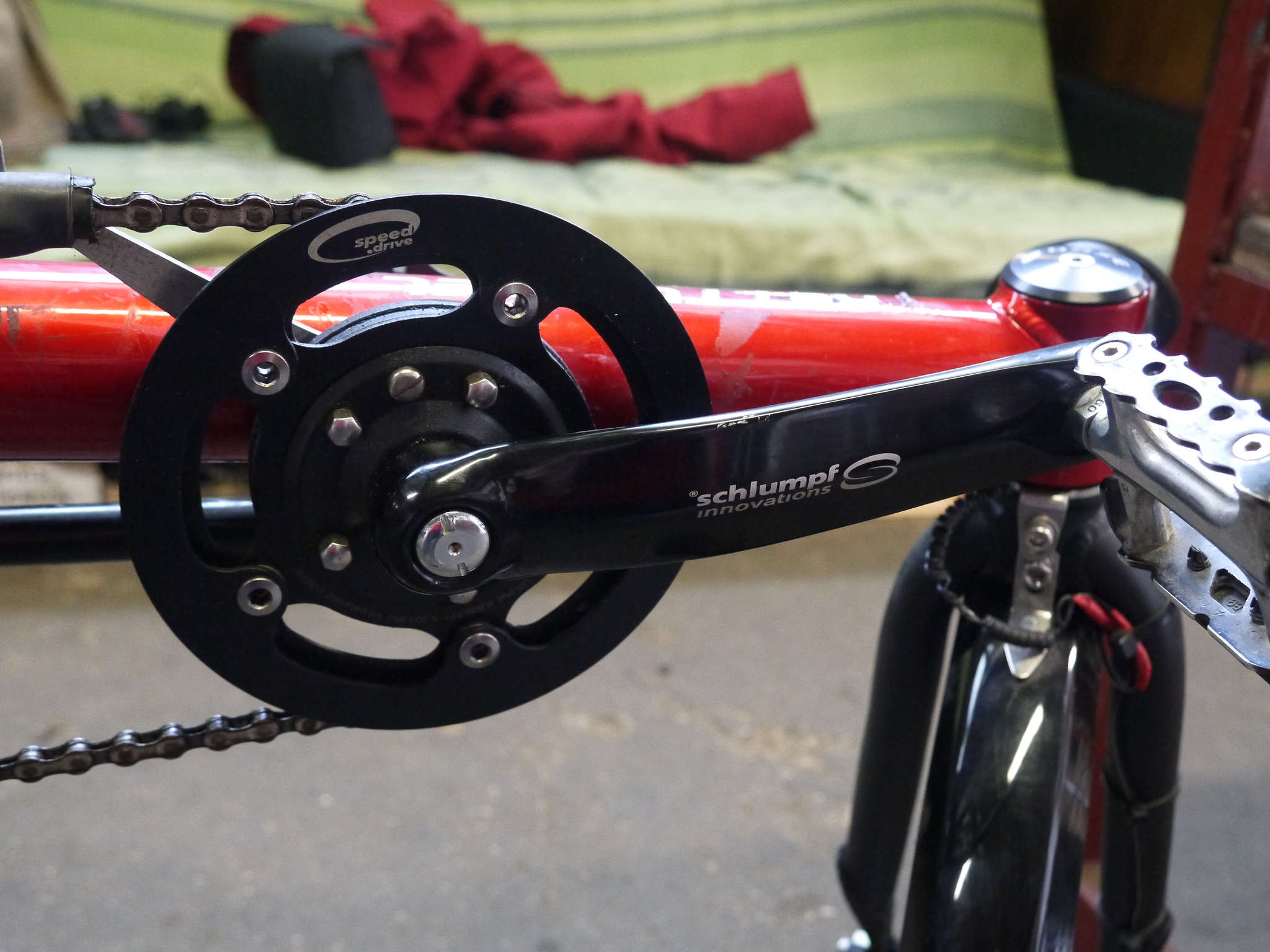
Schlumpf Speed Drive an einem Liegerad, Planetensatz im Kettenblattträger
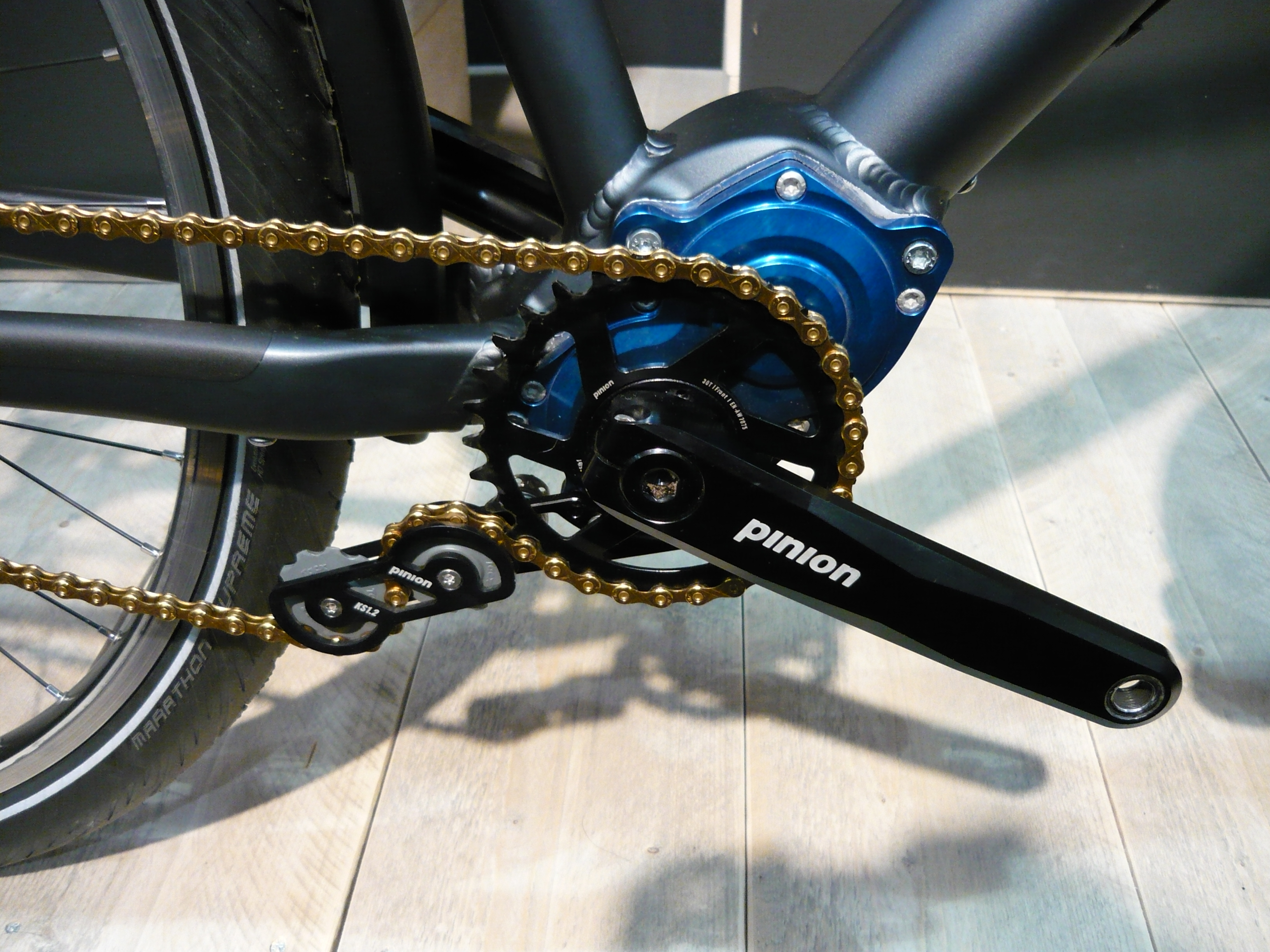
Pinion P1.18 Getriebe
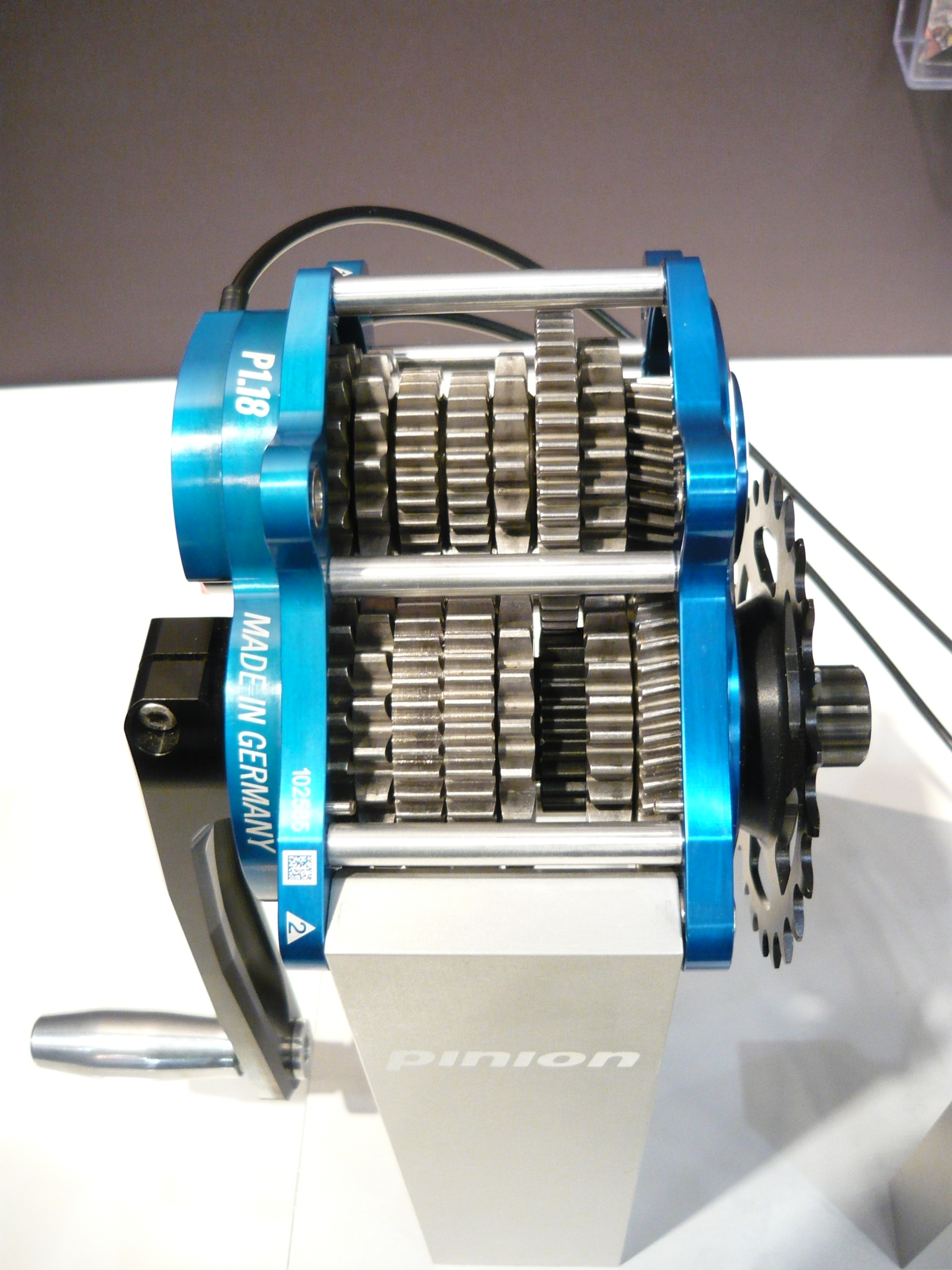
Pinion P1.18 ausgebaut

## Bauformen/Technik
Es können zwei grundsätzliche Bauformen unterschieden werden, innenliegend oder außenliegend.

### Innenliegend
Bei einem von dem Hersteller Rappa angebotenen Modell mit vier Gängen befand sich das gesamte Getriebe innerhalb eines modifizierten Tretlagergehäuses. Geschaltet wurden die Gänge über einen Ziehkeil innerhalb der Achse, mit dem das Sonnenrad des jeweiligen Planetengetriebesatzes mit der feststehenden Achse verbunden wurde. Die Firma Adler produzierte ab ca. 1934 bis ca. 1945 eine Dreigang-Tretlagerschaltung. Aktuelle innenliegende Tretlagerschaltung sind z. B. das Piniongetriebe.

### Außenliegend
Das Schlumpfdrive Getriebe des Schweizer Erfinders Florian Schlumpf (Urenkel von Johann Georg Schlumpf) kann an vielen Fahrrädern mit einem gewöhnlichen Tretlager nachgerüstet werden. Über einen außenliegenden Planetengetriebesatz mit vier Planetenrädern können zwei Gänge geschaltet werden. Dies geschieht mittels eines Stiftes in der Tretlagerachse, der durch einen seitlichen Tritt mit der Ferse des linken oder rechten Fußes hin- und hergeschoben werden kann. Das resultierende Drehmoment des Getriebes wird entweder über eine separate Drehmomentstütze oder über eine spezielle Zahnscheibe direkt über das Tretlagergehäuse abgestützt. Das Schlumpfgetriebe ist mit einer Übersetzung von 1,65 oder 2,5 oder einer Untersetzung von 2,5 – jeweils neben dem Direktgang – erhältlich.
Getriebe mit einer per Fersenstift schaltbaren Übersetzung von 1,5-fach ins Schnelle für Einräder – von Schlumpf und Einradfahrer Kris Holm (KHU) 2005 gemeinsam entwickelt – sind Tretlager- und Nabengetriebe zugleich.
Das ähnlich dem Schlumpfdrive konstruierte Kappstein Doppio kann auch in einem normalen Tretlagergehäuse nachgerüstet werden, wird aber anders geschaltet. Es hat einen Bowdenzug und eine Bedienung am Lenker.
Die Hammerschmidt-Getriebekurbel war ebenfalls außenliegend als Planetengetriebe im Kettenblattträger untergebracht und konnte nachgerüstet werden, wird aber nicht mehr hergestellt.